# Attaque aérienne sur Swinemünde
Seconde Guerre mondiale
Le 12 mars 1945, peu avant la fin de la 2e Guerre mondiale, la ville de Swinemünde en Poméranie a été détruite en grande partie par une attaque aérienne de la 8th USAAF.
L'armée rouge qui était devant l'île de Wolin, avait demandé leur soutien aux alliés, du fait que la progression vers l'ouest s'avérait difficile. Menée par 671 bombardiers et 412 chasseurs qui les accompagnaient, l'attaque qui n'aurait dû détruire que l'infrastructure de la ville eut lieu vers midi et dura à peu près une heure. Il n'y eut pratiquement pas de riposte. Les bombardiers larguèrent 1 609 tonnes de bombes, surtout des bombes à fragmentation et à explosion.
Selon différentes estimations, entre 8 000 et 23 000 personnes y perdirent la vie dans cette ville toute encombrée de réfugiés et d'habitants. Une estimation précise serait difficile, puisque la majorité des morts étaient des personnes non enregistrées, en pratique des fuyards, et l'administration de la ville était débordée par cette masse de réfugiés qui voyaient là le dernier passage relativement sûr pour s'échapper du champ de bataille qu'étaient devenues la Poméranie et la Prusse-Occidentale. Le port de Swinemünde était également le terminus pour le transport des réfugiés dans le cadre de l'opération Hannibal. En outre, beaucoup de morts ne purent être identifiés. Ils avaient été littéralement hachés en morceaux. Des témoins oculaires racontèrent même que des morceaux de cadavres en train de brûler pendaient aux arbres. Surtout dans le quartier de la gare il y eut vraiment un grand nombre de morts, puisque des trains de réfugiés et des wagons-ambulances s'y entassaient. De grandes parties de la ville furent la proie des flammes. Le secteur du parc de cure, où des milliers de réfugiés avaient cherché une protection sous les arbres, fut tapissé de bombes à fragmentation de type « Baumkrepierer » qui éclataient au contact des branches. C'est là qu'on a trouvé la plupart des victimes.
Lors de l'attaque, furent également coulés par les aviateurs qui passaient en rase-motte une série de navires qui servaient au transport de réfugiés venant du Samland et de la Prusse orientale. Il s'agissait des vaisseaux Jasmund, Hilde, Ravensburg, Heilighafen, Tolina, Cordillera, Winfried von Kniprode et Andros. Rien que sur l'Andros 570 personnes (femmes et enfants pour la plupart) disparurent dans le port de Swinemünde. La majorité des morts ont été enterrés dans des sépultures collectives sur le Golm voisin près de Kamminke. Le Golm est, avec ses 59 mètres, la plus haute colline de l'île d'Usedom. Swinemünde est à une altitude si basse que l'installation de sépultures collectives n'était pas possible en raison du niveau élevé de la nappe d'eau souterraine.
La 8th USAAF américaine qualifia dans son rapport ce raid dévastateur d'« attaque sur une série de gares ». Le 12 mars de chaque année sur le Golm, où un monument du souvenir a été érigé, des manifestations du souvenir rappellent les victimes de cette attaque. L'historien Jorg Friedrich qualifie cette attaque de « massacre de Swinemünde ».

## Sources
- (de) Cet article est partiellement ou en totalité issu de l’article de Wikipédia en allemand intitulé « Luftangriff auf Swinemünde » (voir la liste des auteurs).